# Milton A. McRae
Milton Alexander McRae (1858-1930) était un officier militaire, journaliste et patron de presse américain qui a fondé en 1889, avec Edward Willis Scripps (1854 – 1926), la "Ligue Scripps-MacRae" devenue plus tard en 1907 l'agence de presse United Press International, le fleuron de l'Empire de presse Scripps-Howard.

## Biographie
Fils d'Helen et Duncan Van McRae, Milton Alexander McRae est né à Détroit, dans le Michigan où il a suivi les cours de la Detroit Public Schools et du Detroit Medical College. Colonel de l'armée américaine, il devient en 1883 directeur de la publicité du quotidien Cincinnati Post, fonction qui lui donne l'occasion de croiser la route d'Edward Willis Scripps (1854 – 1926), propriétaire du journal du 1880 après avoir créé en 1878 la "E. W. Scripps Company".
En 1887, Scripps le nomme directeur du Saint-Louis Chronicle, également racheté en 1880, puis en fait en 1889 son associé. Cette année-là, il fonde la "Ligue Scripps-MacRae" avec Edward Willis Scripps (1854 – 1926) et son demi-frère James Edmund Scripps (1835 – 1906). Chacun d'eux a réalisé des acquisitions de journaux qu'ils ont rendus profitables, avant d'en acheter d'autres. Les accords de coopération qu'ils proposent aux différents journaux, pour mutualiser les coûts et réaliser des économies d'échelle tranchent, selon les historiens, avec les pures pratiques monopolistiques d'autres industries à l'époque du "Gilded age".
La correspondance qu'il a entretenu pendant longtemps avec a montré que les deux hommes étaient à l'affût des innovations technologiques dans tous les domaines. Ils s'intéressent aux moyens de faire baisser les coûts de production de la pâte à papier, avec une méthode permettant de recycler la fibre des tiges de toute plante, développée par l'immigrant allemand George Schlichten, car le tirage cumulé des quotidiens américains a atteint 28 millions d'exemplaires en 1914, une progression de 17 % sur 1909, et ils consomment à eux seuls le tiers des 4 millions de tonnes de papier produites chaque année.
Sa fille Edith McRae-Scripps, qui avait épousé l'un des fils Edward Willis Scripps, est morte en 1917 d'une épidémie mondiale de grippe qu'elle combattait, en tant qu'infirmière bénévole. En 1922, il se brouille avec Edward Willis Scripps au sujet d'un de leurs petits enfants communs, John P. Scripps (1913-1989), qui va fonder plus tard la "John P. Scripps Newspaper Group" à San Diego, Edward Willis Scripps ayant décidé de partager son groupe avec Roy W. Howard. La société change de nom pour s'appeler Scripps-Howard, celui de Mac Rae étant retiré.
Il a aussi été président de la Chambre de Commerce de Détroit, de 1911 à 1912, puis de l'association "Boy Scouts of America", jusqu'au décès de James J. Storrow en 1926 et fut par ailleurs l'un des donateurs du Scripps College.